# Clerlande

Clerlande este o comună în departamentul Puy-de-Dôme, Franța. În 1 ianuarie 2022 avea o populație de 631 de locuitori.